# Ana Mihajlović
Ana Mihajlović (20 de mayo de 1986) es una modelo serbia conocida como la ganadora de Elite Model Look 2002.
Mihajlović ha desfilado para numerosas marcas, incluido Dolce & Gabbana, Balenciaga, Dries van Noten, Givenchy, John Galliano, Marc Jacobs, Miu Miu, Prada y Christian Dior.